# Politique étrangère de la Nouvelle-Zélande

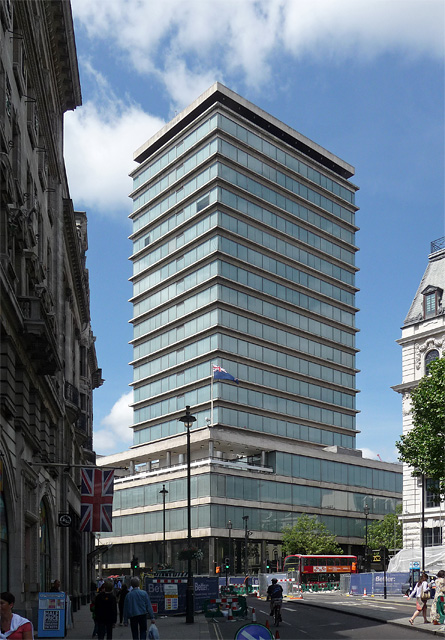
Le haut-commissariat de la Nouvelle-Zélande à Londres, plus vieille représentation diplomatique du pays.

La Nouvelle-Zélande, État souverain depuis son indépendance progressive de l'Empire britannique durant la première moitié du XXe siècle, fait partie du bloc de l'Ouest durant la Guerre froide et conserve longtemps une politique étrangère centrée sur ses relations proches avec le Royaume-Uni. Dans les années 1980, le pays développe une voix singulière et indépendante d'opposition aux essais nucléaires et aux armes nucléaires. Depuis la fin du XXe siècle, la Nouvelle-Zélande développe ses relations avec la région Asie-Pacifique.
Au début des années 2020, les priorités définies par le gouvernement néo-zélandais en matière de politique étrangère sont de « sauvegarder les intérêts de la Nouvelle-Zélande » dans la région de l'océan Pacifique, participer à l'élaboration de l'ordre régional du bassin Indo-Pacifique, adapter le commerce extérieur néo-zélandais aux marchés internationaux, défendre les intérêts de la Nouvelle-Zélande au sein des institutions internationales, et prendre part aux efforts internationaux contre le réchauffement climatique.

## Histoire

### 1900-1950

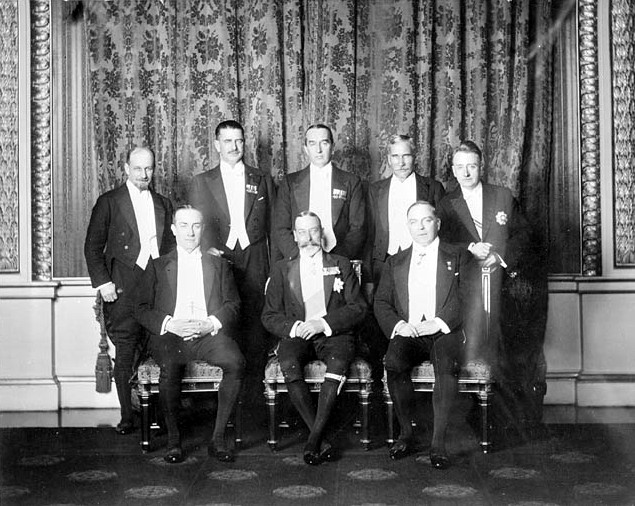
Le Premier ministre néo-zélandais Gordon Coates (debout, deuxième en partant de la gauche) à la conférence impériale de 1926 à Londres.

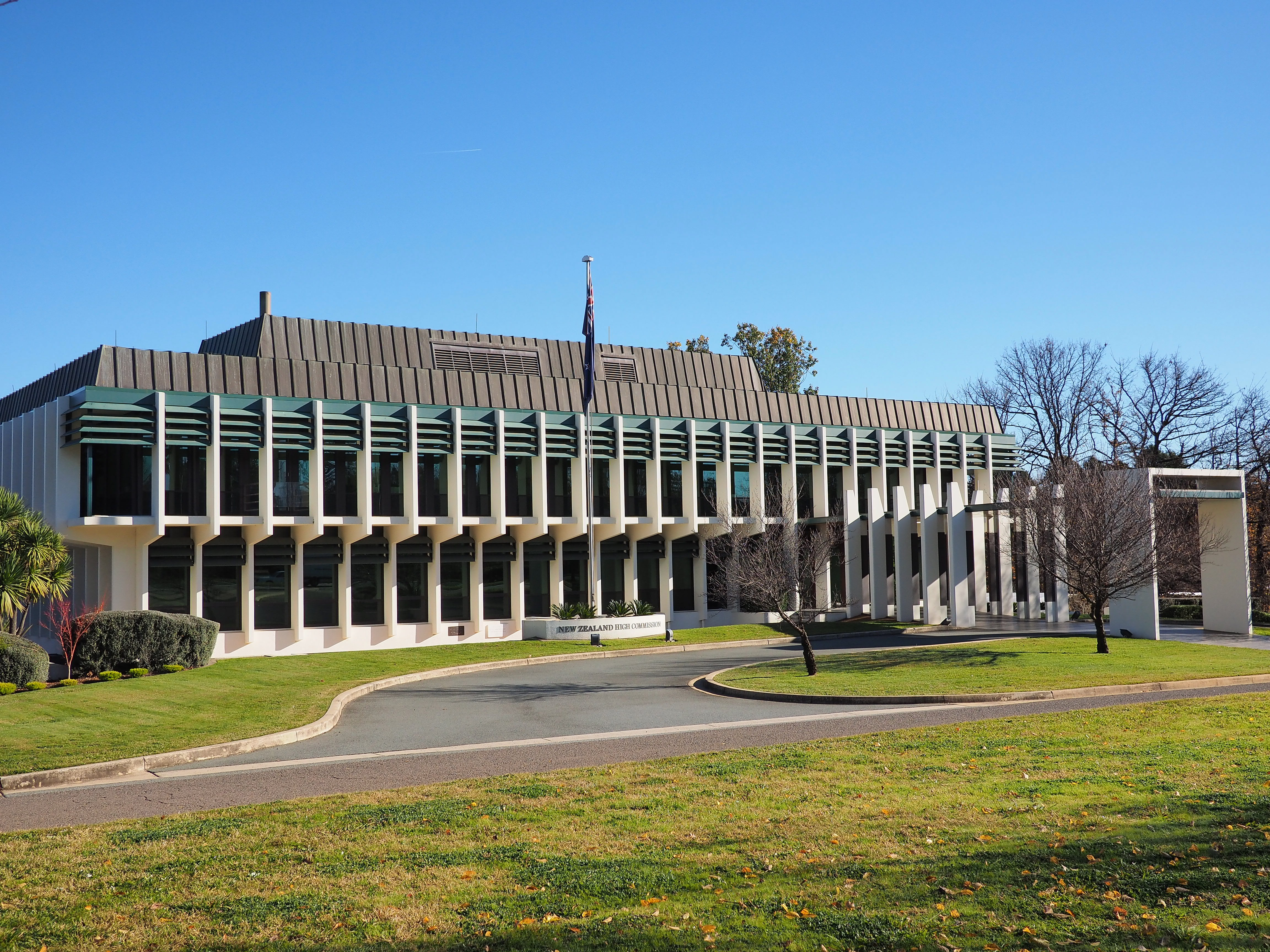
Le haut-commissariat de Nouvelle-Zélande à Canberra.

Au début du XXe siècle, la Nouvelle-Zélande est un dominion de l'Empire britannique, pleinement autonome sur le plan de la politique intérieure mais ne possédant pas de politique étrangère propre. Sa seule représentation diplomatique se trouve à Londres, où elle a été établie en 1871. Après la Première Guerre mondiale, le Royaume-Uni reconnaît l'indépendance des dominions et leur droit à développer leur propre politique étrangère, tout en raffermissant ses liens avec eux dans le cadre du Commonwealth des nations naissant. La Nouvelle-Zélande est un membre fondateur en 1920 de la Société des Nations. Mais elle estime que l'Empire doit autant que possible parler d'une seule voix, et ne développe aucun service diplomatique. En matière d'affaires internationales, le gouvernement néo-zélandais travaille en étroite concertation avec le gouvernement britannique,.
Durant la Seconde Guerre mondiale, la Nouvelle-Zélande établit des missions diplomatiques dans les capitales des nations alliées : à Washington D.C., à Ottawa, à Canberra et à Moscou. De ce fait, la Nouvelle-Zélande crée en 1943 dans son gouvernement un Département des Affaires extérieures, dirigé directement par le Premier ministre Peter Fraser. Sir Alister McIntosh (en), Secrétaire de ce département, développe le service diplomatique du pays et joue un rôle de premier plan dans la mise en place de son embryonnaire politique étrangère. En 1945 la Nouvelle-Zélande participe activement à la rédaction de la Charte des Nations unies, et est un État fondateur de l'Organisation des Nations unies. Après la guerre, le pays établit des légations à Paris et à La Haye, commençant ainsi sa présence diplomatique en Europe occidentale continentale.

### Années 1950 aux années 1970

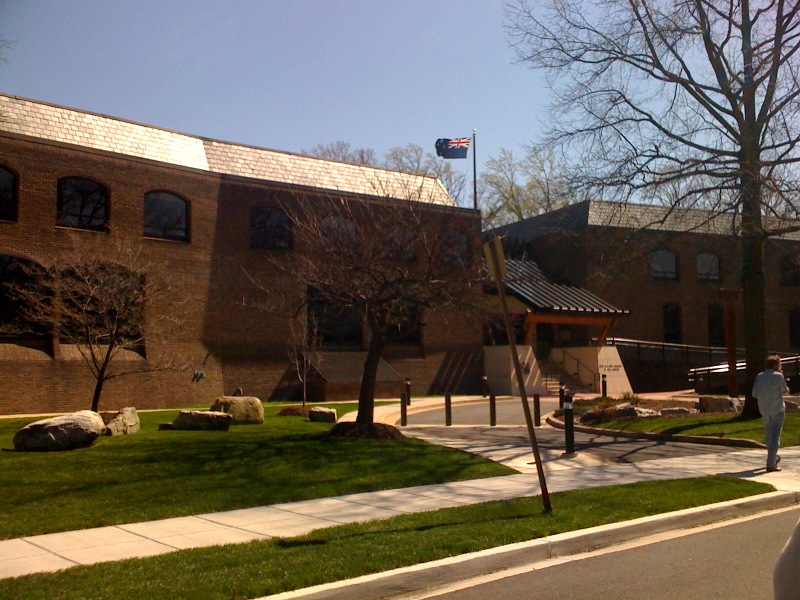
L'ambassade de Nouvelle-Zélande à Washington D.C..

Avec l'entame de la Guerre froide, la Nouvelle-Zélande dépend des États-Unis pour sa sécurité face à l'expansion du communisme en Asie orientale. La Nouvelle-Zélande participe à la guerre de Corée et signe en 1951 le traité ANZUS, pacte de défense réciproque la liant aux États-Unis et à l'Australie. Le traité de Manille, en 1954, associe la Nouvelle-Zélande à ces deux pays ainsi qu'au Royaume-Uni et à la France pour la défense de l'Asie du Sud-Est. Durant la seconde moitié des années 1950, la Nouvelle-Zélande établit ainsi une présence diplomatique à Singapour, à Bangkok, à New Delhi et à Kuala Lumpur,.

### Le tournant des années 1970 et 1980

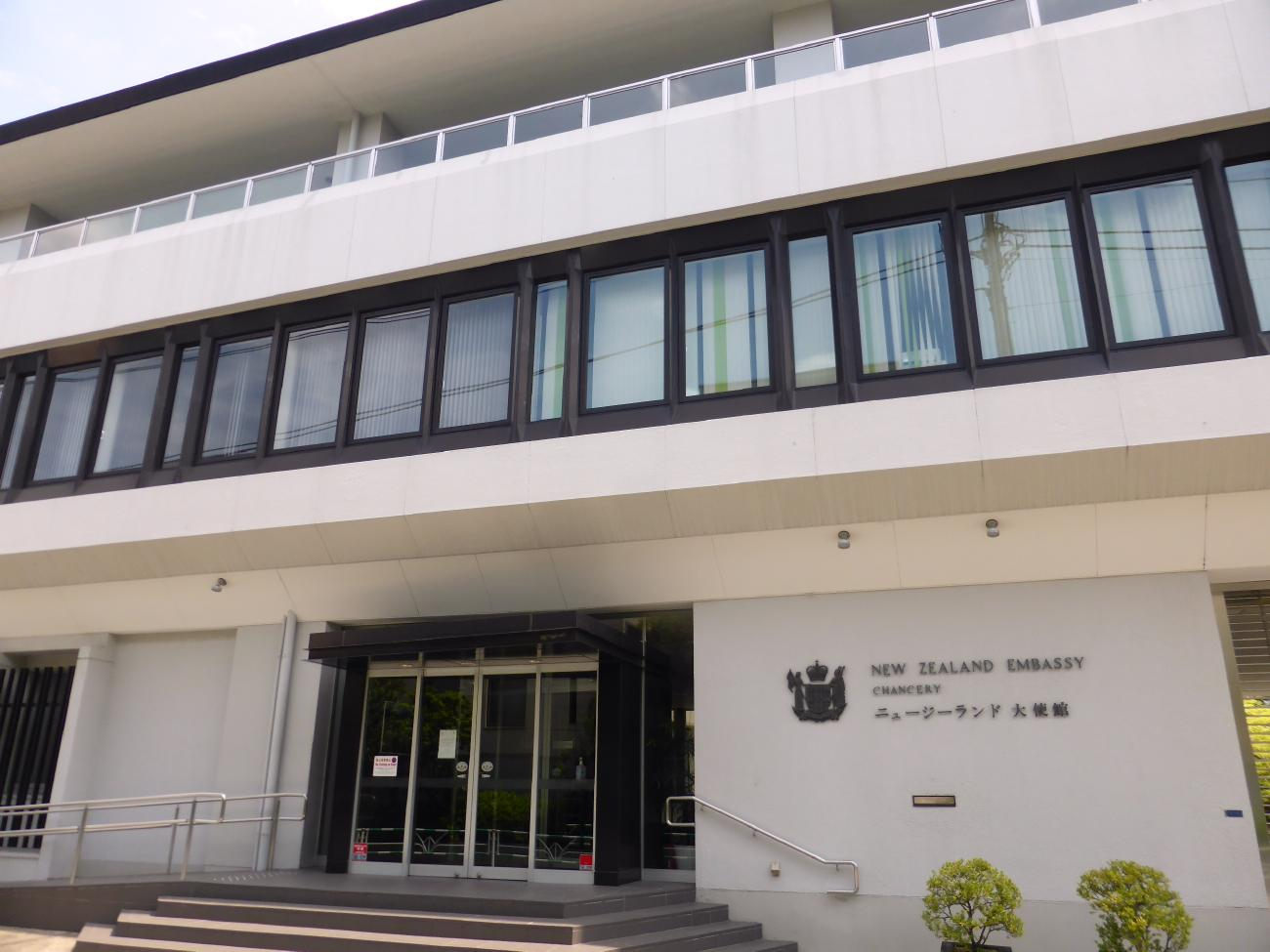
L'ambassade de Nouvelle-Zélande à Tokyo.

L'entrée du Royaume-Uni dans la Communauté économique européenne en janvier 1973 prive la Nouvelle-Zélande de son accès privilégié au marché de son principal partenaire commercial. Le pays poursuit alors le développement de ses relations commerciales avec l'Asie. Depuis 1965, la Nouvelle-Zélande a par ailleurs un accord de libre-échange avec l'Australie, qui « intègre de manière substantielle l'économie de la Nouvelle-Zélande avec celle de son plus grand voisin ». Dans le même temps, la Guerre froide étant entrée dans une période de détente, la Nouvelle-Zélande rouvre en 1973 sa mission diplomatique à Moscou, fermée en 1950, et en établit une à Pékin,. 
Dans le Pacifique insulaire, région la plus proche de la Nouvelle-Zélande et la seule où elle puisse exercer une influence considérable, la Nouvelle-Zélande administre depuis le début du XXe siècle les Îles Cook, Niué, les Samoa occidentales et les îles Tokelau. Elle concède l'indépendance aux Samoa en 1962, puis un statut de très forte autonomie en libre association aux Îles Cook et à Niué. La décolonisation de l'Océanie dans les années 1970 amène la Nouvelle-Zélande à établir des ambassades dans la plupart des nouveaux petits États insulaires océaniens, et à leur fournir une aide au développement pour garantir la stabilité de la région. La Nouvelle-Zélande est un État fondateur en 1971 du Forum des îles du Pacifique, le principal forum de coopération entre la Nouvelle-Zélande, l'Australie et les petits États insulaires en développement. 
En 1984, le Premier ministre David Lange annonce une politique anti-nucléaire, et interdit à tout navire à propulsion nucléaire navale et/ou muni d'armes nucléaires de pénétrer les eaux territoriales néo-zélandaises. Les États-Unis considèrent qu'il s'agit là d'une rupture du traité ANZUS, et se désengagent de leurs obligations militaires envers la Nouvelle-Zélande. La Nouvelle-Zélande est en 1985 un État signataire du Traité de Rarotonga qui vise à faire du Pacifique Sud une zone exempte d'armes nucléaires. Cette affirmation d'une position indépendante et de principe en matière de politique étrangère suscite la fierté d'une majorité de Néo-Zélandais,,.

### Depuis les années 1990

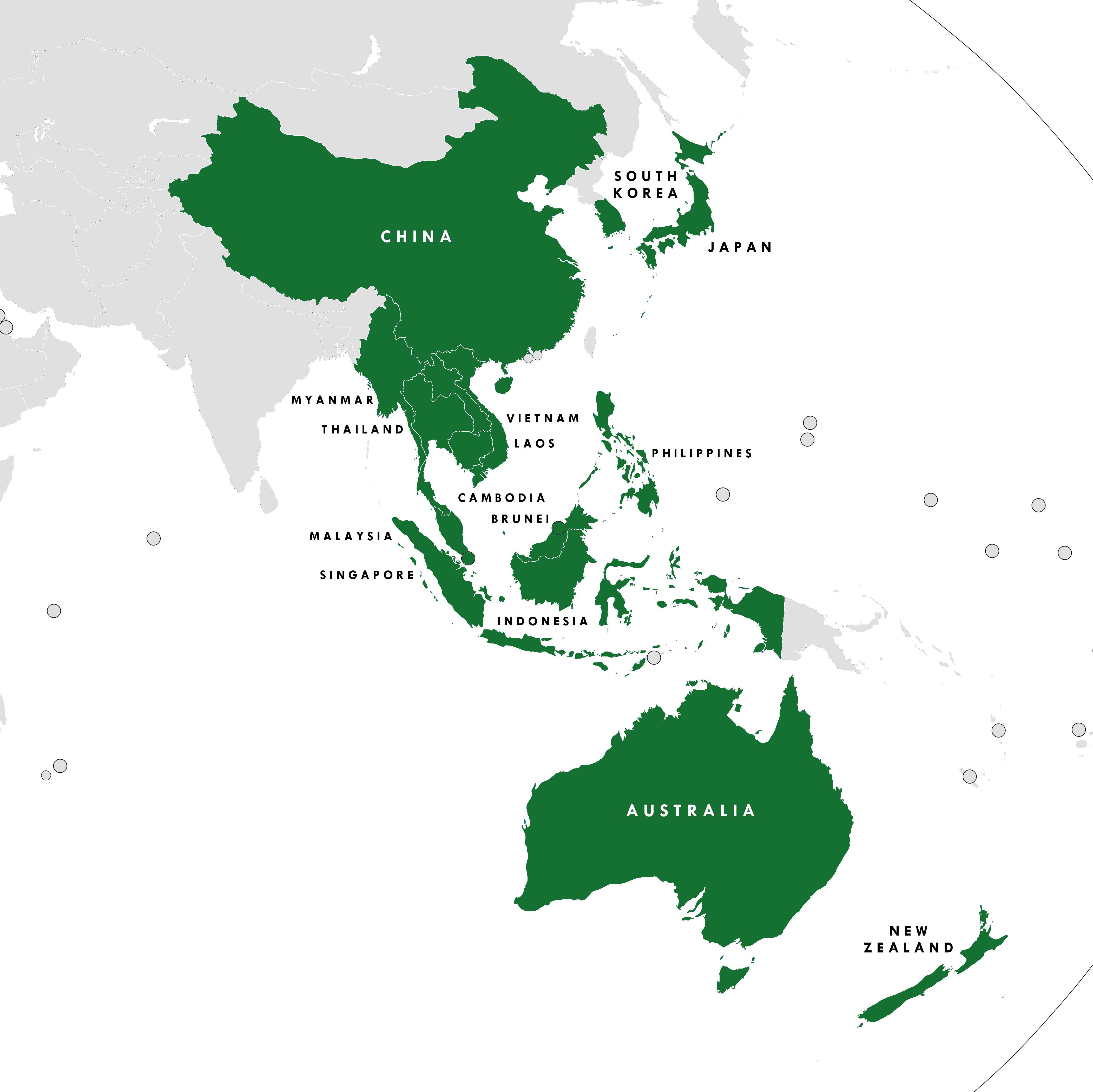
La Nouvelle-Zélande et les autres États signataires du Partenariat régional économique global en 2020.

Avec la dérégulation de l'économie néo-zélandaise et l'ouverture de son marché dans les années 1980, suivies de la fin de la Guerre froide, la politique étrangère de la Nouvelle-Zélande à la fin du XXe siècle et au début du XXIe siècle a pour priorité le développement d'opportunités commerciales pour le pays à travers la signature d'accords de libre-échange. La Nouvelle-Zélande est ainsi en 2008 le premier État occidental à signer un accord de libre-échange avec la Chine, suivi par son rôle majeur d'initiateur de l'Accord de partenariat transpacifique dans les années 2010, puis sa signature en 2020 du Partenariat régional économique global avec le Japon, la Chine, la Corée du Sud et les États de l'ASEAN ainsi qu'avec l'Australie. La Nouvelle-Zélande, en tant que petit État, se fait également un défenseur du multilatéralisme en matière de réponses aux grands enjeux internationaux,.

## Politique de défense et alliances
La Nouvelle-Zélande maintient une coopération militaire et stratégique étroite avec son plus proche allié, l'Australie. Les deux pays coordonnent notamment leurs réponses aux enjeux géo-stratégiques de leur région, l'Océanie et l'Asie du Sud-Est. La Nouvelle-Zélande et l'Australie font partie du Groupe des Cinq, alliance de services de renseignement qui les lie au Royaume-Uni, au Canada et aux États-Unis, et les cinq pays organisent par ailleurs des exercices militaires conjoints.
Formellement, la Nouvelle-Zélande a deux alliances militaires. La plus importante est l'ANZUS, traité de défense mutuelle trilatérale datant de 1951. Depuis 1985, les États-Unis considèrent le traité comme étant suspendu entre eux-mêmes et la Nouvelle-Zélande, en raison de la politique anti-nucléaire de cette dernière, mais le traité continue de s'appliquer de manière bilatérale entre la Nouvelle-Zélande et l'Australie (ainsi qu'entre l'Australie et les États-Unis). L'autre alliance militaire formelle est celle des Accords de défense des cinq puissances, par lesquels la Nouvelle-Zélande, le Royaume-Uni et l'Australie garantissent conjointement la protection de la Malaisie et de Singapour. Cette garantie, signée en 1971, remonte au temps de la Guerre froide et de l'expansion du communisme en Asie du Sud-Est,.

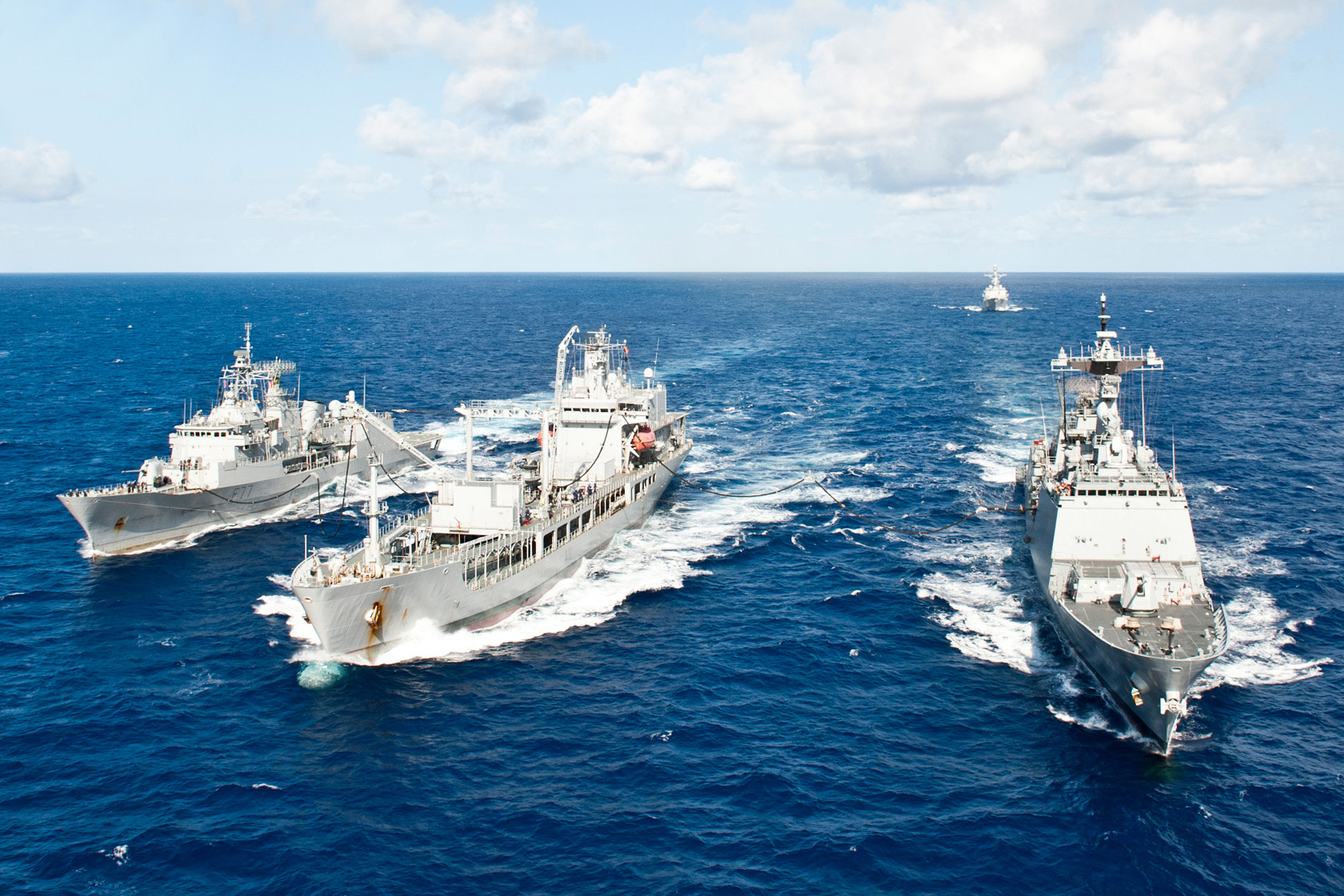
Deux navires de la Royal New Zealand Navy (à gauche) manœuvrant aux côtés de navires de la Marine de la République de Corée lors d'exercices RIMPAC en 2012.

Au-delà de ces traditionnels alliés anglophones occidentaux, la Nouvelle-Zélande participe à des réunions régulières avec les ministres de la défense des États de l'Association des nations de l'Asie du Sud-Est, entretient des « relations bilatérales de défense » avec Singapour, la Malaisie et le Brunei, et coopère avec le Japon qu'elle considère comme un partenaire important pour le maintien de « la sécurité régionale et de l'ordre international fondé sur les règles du droit ».
En 2018, le ministère néo-zélandais de la Défense souligne « la concurrence stratégique, les tensions entre États et le nationalisme » qui menacent la stabilité de la région Asie-Pacifique, avec notamment la montée en puissance de la Chine dans la région, la politique étrangère belliqueuse de la Corée du Nord possédant des armes de destruction massive, le repli nationaliste des États-Unis sous la présidence de Donald Trump, et le risque d'instabilité dans certains petits États insulaires du Pacifique affectés par le réchauffement climatique. La politique étrangère de la Nouvelle-Zélande, renforçant ses liens avec ses alliés, aidant ses petits voisins océaniens y compris en matière de lutte contre les effets du changement climatique, et maintenant un dialogue avec la Chine dans l'espoir de voir cette dernière se conformer aux règles du droit international, font partie des réponses actuelles du pays à ces défis.

## Organisations internationales

### Membre

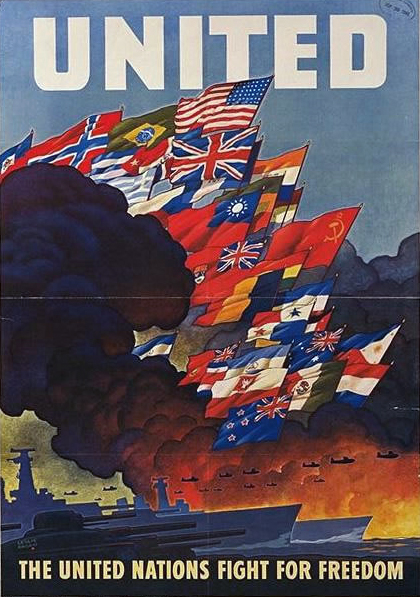
Le drapeau de la Nouvelle-Zélande (en bas) sur une affiche des Alliés de la Seconde Guerre mondiale en 1943 : La Nouvelle-Zélande est un membre fondateur des Nations unies.

| Organisation                                                       | Membre depuis... | Importance et remarques |
| ------------------------------------------------------------------ | ---------------- | --- |
| Commonwealth des nations                                           | 15 novembre 1926 | La Nouvelle-Zélande est l'un des membres fondateurs du Commonwealth, et participe aux programmes du Commonwealth d'aide au développement des pays pauvres et de promotion des droits de l'homme. Elle offre notamment des bourses d'études permettant à des jeunes d'autres pays du Commonwealth d'étudier en Nouvelle-Zélande, et se veut un défenseur des intérêts des petits États insulaires en développement d'Océanie au sein de l'organisation. Le Néo-Zélandais Sir Don McKinnon a été Secrétaire général du Commonwealth de 2000 à 2008 ; le pays a accueilli les Jeux du Commonwealth à trois reprises (1950, 1974 et 1990) ; et les écrivains néo-zélandais Witi Ihimaera, Janet Frame, John Cranna, Lloyd Jones et Craig Cliff ont tous remporté des prix littéraires du Commonwealth. |
| Organisation des Nations unies                                     | 26 juin 1945     | La Nouvelle-Zélande est un État-membre fondateur de l'ONU, le Premier ministre Peter Fraser en ayant été fermement partisan. Historiquement, le pays a participé activement aux instances de l'Organisation mondiale de la santé, de l'UNESCO et de l'Organisation des Nations unies pour l'alimentation et l'agriculture. Elle a pris part également à diverses missions onusiennes de maintien de la paix. La Nouvelle-Zélande a été membre du Conseil de sécurité des Nations unies à quatre reprises, et le Néo-Zélandais Sir Leslie Munro a été président de l'Assemblée générale des Nations unies de 1957 à 1958. Le premier représentant permament de la Nouvelle-Zélande auprès de l'ONU, Carl Berendsen, est en poste de 1949 à 1952.                                                    |
| Communauté du Pacifique                                            | 1947             | La Nouvelle-Zélande est un État fondateur de ce premier forum de concertation régionale en Océanie. La Communauté du Pacifique apporte diverses aides techniques aux petits États insulaires en développement d'Océanie. |
| Forum des îles du Pacifique                                        | août 1971        | La Nouvelle-Zélande est l'un des États fondateurs du Forum, qui rassemble l'Australie, la Nouvelle-Zélande et les États océaniens en développement pour diverses formes de coopération intra-régionale (développement durable, développement du commerce extérieur, bonne gouvernance, sécurité...). Le Forum est le principal lieu d'exercice de l'influence régionale du pays. |
| Organisation de coopération et de développement économiques (OCDE) |                  | La Nouvelle-Zélande est membre de l'OCDE. |
| Coopération économique pour l'Asie-Pacifique (APEC)                | novembre 1989    | La Nouvelle-Zélande est l'un des États fondateurs de l'APEC, institution initiée par l'Australie et qui rassemble la plupart des principaux partenaires commerciaux des deux pays. La Nouvelle-Zélande est le pays hôte du sommet de l'APEC en 1999 et en 2021. |
| Banque asiatique de développement                                  | 1966             | La Nouvelle-Zélande est un État fondateur de la Banque asiatique de développement, et y co-finance notamment des investissements dans le développement des petits États océaniens. |
| Plan de Colombo                                                    | janvier 1950     | La Nouvelle-Zélande est l'un des sept États fondateurs du plan de Colombo, établi lors d'une conférence du Commonwealth des Nations. Elle fournit dès lors la possibilité à des jeunes de pays asiatiques d'étudier et de se former en Nouvelle-Zélande. |

### Non-membre
La Nouvelle-Zélande maintient également des relations avec des organisations internationales dont, pour des raisons géographiques ou autres, elle n'est pas membre :
| Organisation     | Importance et remarques |
| ---------------- | --- |
| ANASE (ASEAN)    | La Nouvelle-Zélande est un État partenaire de l'Association des nations de l'Asie du Sud-Est depuis 1975, et a signé un partenariat de coopération stratégique avec l'organisation en 2015. En 2009 est signé un accord de libre échange entre l'ANASE, la Nouvelle-Zélande et l'Australie, qui aboutit à un accroissement de 66 % des échanges commerciaux entre la Nouvelle-Zélande et les États de l'ANASE au cours des années 2010, faisant d'eux collectivement le 4e plus grand partenaire commercial de la Nouvelle-Zélande. La Nouvelle-Zélande dispose d'une ambassade auprès de l'ANASE depuis 2014. |
| OTAN             | La Nouvelle-Zélande coopère avec l'OTAN depuis sa participation à la guerre d'Afghanistan en 2001. Reconnue comme un État partenaire de l'OTAN, la Nouvelle-Zélande participe depuis 2020 aux sommets de l'OTAN, en tant qu'invitée, dans le cadre de la coopération de l'OTAN avec « ses partenaires de l’Indo-Pacifique » : l'Australie, la Corée du Sud, le Japon et la Nouvelle-Zélande,. |
| Union européenne | L'Union européenne est le troisième plus grand partenaire commercial de la Nouvelle-Zélande, après la Chine et l'Australie. En juin 2022, la Nouvelle-Zélande et l'Union européenne s'accordent sur un traité de libre-échange, qui devrait être signé en 2023 et pourrait entrer en vigueur en 2024. La mission permanente de la Nouvelle-Zélande auprès de l'Union européenne est intégrée à l'ambassade de Nouvelle-Zélande auprès de la Belgique, tandis que l'UE dispose d'une délégation permanente à Wellington.                                                                                        |

## Relations bilatérales
La Nouvelle-Zélande maintient des ambassades dans quarante-neuf États, sur tous les continents ; celles auprès d'États membres comme elle du Commonwealth des nations sont appelés haut-commissariats. Si le pays mène une politique étrangère relativement indépendante, il est lié par des accords stratégiques à ses principaux alliés occidentaux -Australie, États-Unis, Royaume-Uni- tandis que ses principaux partenaires commerciaux sont l'Australie, la Chine, les États-Unis, le Japon et la Corée du Sud. Par ailleurs, la Nouvelle-Zélande joue un rôle important en Océanie, s'assurant de la stabilité de cette région stratégique pour elle et y apportant une aide au développement. La population néo-zélandaise inclut d'importantes communautés originaires des îles du Pacifique.

### Principaux États partenaires
| État        | Relations diplomatiques depuis... | Ambassade de l'État étranger | Ambassade néo-zélandaise | Importance et remarques |
| ----------- | --------------------------------- | --- | --- | --- |
| Australie   | 1905 (formalisation)              | L'Australie possède un haut-commissariat à Wellington. page web : https://newzealand.embassy.gov.au                                            | La Nouvelle-Zélande possède un haut-commissariat à Canberra, ouvert en 1943. Le premier haut-commissaire néo-zélandais en Australie, Carl Berendsen, est en poste de 1943 à 1944.    | Le gouvernement néo-zélandais décrit la relation du pays avec l'Australie comme étant « sa plus proche et sa plus importante ». Les deux pays coopèrent étroitement en matière de défense et de sécurité, d'aide internationale, et plus généralement de politique étrangère. L'Australie est la principale destination des exportations néo-zélandaises, et la principale source des investissements étrangers dans le pays. La liberté de circulation et d'installation entre les deux nations a pour conséquence un important brassage des populations. |
| Chine       | décembre 1972                     | La Chine possède une ambassade à Wellington, accréditée également aux îles Cook et à Niué. page web : http://www.chinaembassy.org.nz           | La Nouvelle-Zélande possède une ambassade à Pékin, accréditée également à la Mongolie.                                                                                               | La Chine est le second partenaire commercial de la Nouvelle-Zélande, après l'Australie, et le premier pour ce qui est du commerce de marchandises physiques. Leur accord de libre échange signé en 2008 est le premier entre la Chine est un pays développé ; il est élargi en 2022. La Nouvelle-Zélande est par ailleurs un État signataire de l'initiative chinoise de Nouvelle route de la soie. |
| Îles Cook   |                                   | Les Îles Cook possèdent un haut-commissariat à Wellington.                                                                                     | La Nouvelle-Zélande possède un haut-commissariat à Rarotonga. | Les Îles Cook, tout comme Niué, sont un État de facto indépendant mais de jure en libre association avec la Nouvelle-Zélande, faisant partie du Royaume de Nouvelle-Zélande et donc sous souveraineté néo-zélandaise. Le pays décide de sa propre politique étrangère, mais demeure représenté par la Nouvelle-Zélande à l'Organisation des Nations unies. Les Cookiens bénéficient de la citoyenneté néo-zélandaise et du droit d'installation en Nouvelle-Zélande. La venue de touristes néo-zélandais est le principal moteur de la croissance économique du pays. |
| États-Unis  | 1942                              | Les États-Unis possèdent une ambassade à Wellington, accréditée également aux Îles Cook et à Niué. page web : https://nz.usembassy.gov         | La Nouvelle-Zélande possède une ambassade à Washington. Son consulat général à Honolulu est par ailleurs accrédité aux Îles Marshall, aux États fédérés de Micronésie et aux Palaos. | Même si le pacte de défense mutuelle ANZUS de 1951 est suspendu entre les deux pays depuis 1986, la Nouvelle-Zélande et les États-Unis coopèrent en matière de sécurité et de défense, et sont notamment membres de l'alliance du Groupe des Cinq. Ils sont également tous deux membres de la Coopération économique pour l'Asie-Pacifique (APEC). Les États-Unis sont le troisième plus grand partenaire commercial de la Nouvelle-Zélande, même s'ils se sont retirés en 2017 de l'Accord de partenariat transpacifique, accord de libre-échange initié par la Nouvelle-Zélande. |
| Inde        |                                   | L'Inde possède un haut-commissariat à Wellington, accrédité également à Niué et aux Samoa. page web : https://www.hciwellington.gov.in         | La Nouvelle-Zélande possède un haut-commissariat à New Delhi, accrédité également au Bangladesh, au Népal et au Sri Lanka.                                                           | La Nouvelle-Zélande considère le développement de ses relations avec l'Inde comme étant l'une de ses priorités, en raison de l'« énorme potentiel » de son marché en expansion mais aussi de « son influence internationale [qui] fait d'elle un partenaire clef dans la région de l'Indo-Pacifique ». La Nouvelle-Zélande cherche à négocier un accord de libre échange avec le pays. L'Inde est la deuxième plus grande source d'étudiants étrangers en Nouvelle-Zélande, et près de 5 % des Néo-Zélandais sont d'ascendance indienne. |
| Japon       | 1952                              | Le Japon possède une ambassade à Wellington, accréditée également aux Îles Cook et à Niué. page web : https://www.nz.emb-japan.go.jp           | La Nouvelle-Zélande possède une ambassade à Tokyo. | Le Japon est le quatrième plus grand partenaire commercial de la Nouvelle-Zélande, la quatrième principale source d'investissements dans le pays, et la troisième plus grande source de touristes visitant la Nouvelle-Zélande. Les deux pays sont membres des accords régionaux de libre-échange que sont l'Accord de partenariat transpacifique et le Partenariat régional économique global, et sont également tous deux membres de la Coopération économique pour l'Asie-Pacifique. Ils coopèrent par ailleurs en matière d'aide au développement des petits États insulaires du Pacifique.                                                                                            |
| Niue        |                                   | Niué possède un haut-commissariat à Wellington.                                                                                                | La Nouvelle-Zélande possède un haut-commissariat à Alofi. | Niué, tout comme les Îles Cook, est un État de facto indépendant mais de jure en libre association avec la Nouvelle-Zélande, faisant partie du Royaume de Nouvelle-Zélande et donc sous souveraineté néo-zélandaise. Le pays décide de sa propre politique étrangère, mais demeure représenté par la Nouvelle-Zélande à l'Organisation des Nations unies. Les Niuéens bénéficient de la citoyenneté néo-zélandaise et du droit d'installation en Nouvelle-Zélande ; cette dernière compte une population d'origine niuéenne bien plus élevée qu'à Niué-même. Très petit État, cette île polynésienne dépend de fuel, de produits alimentaires et de machines importés de Nouvelle-Zélande. |
| Royaume-Uni | 1835                              | Le Royaume-Uni possède un haut-commissariat à Wellington. page web : https://www.gov.uk/world/organisations/british-high-commission-wellington | La Nouvelle-Zélande possède un haut-commissariat à Londres. | Ancienne puissance coloniale, le Royaume-Uni demeure pour la Nouvelle-Zélande un partenaire stratégique en matière de sécurité, et un important marché pour ses exportations agricoles. Les deux pays ont signé un accord de libre échange en 2021 et sont membres de l'alliance du Groupe des Cinq. |

### Autres relations bilatérales

#### Ambassades réciproques
| État                      | Relations diplomatiques depuis... | Ambassade de l'État étranger | Ambassade néo-zélandaise | Importance et remarques |
| ------------------------- | --------------------------------- | --- | --- | --- |
| Afrique du Sud            |                                   | L'Afrique du Sud possède depuis avril 2009 un haut-commissariat à Wellington. page web : http://www.dirco.gov.za/Wellington | La Nouvelle-Zélande possède depuis 1996 un haut-commissariat à Pretoria, accrédité également à l'Angola, au Botswana, à l'Eswatini, au Lesotho, au Malawi, à Maurice, au Mozambique, à la Namibie, à la Tanzanie, à la Zambie et au Zimbabwe. | Les relations de la Nouvelle-Zélande avec l'Afrique du Sud, comme avec l'ensemble du continent africain, demeurent peu développées. |
| Allemagne                 |                                   | L'Allemagne possède une ambassade à Wellington, accréditée également aux Fidji, aux Îles Cook, aux Kiribati, aux Samoa, aux Tonga et aux Tuvalu. page web : https://wellington.diplo.de                                                                    | La Nouvelle-Zélande possède une ambassade à Berlin, qui est également accréditée à la République tchèque, à la Suisse et au Liechtenstein. | Les relations commerciales entre les deux pays sont relativement importantes, et la Nouvelle-Zélande compte sur l'appui de l'Allemagne pour la négociation d'un traité de libre échange avec l'Union européenne. Les relations éducatives, scientifiques et culturelles sont également non-négligeables, les universités néo-zélandaises ayant notamment toutes des partenariats avec des universités allemandes. |
| Arabie saoudite           |                                   | L'Arabie saoudite possède une ambassade à Wellington. | La Nouvelle-Zélande possède une ambassade à Riyad, accréditée également à Bahrein, au Koweit et à Oman. | |
| Argentine                 |                                   | L'Argentine possède une ambassade à Wellington. page web : https://enzel.cancilleria.gob.ar | La Nouvelle-Zélande possède une ambassade à Buenos Aires, qui est également accréditée au Paraguay et à l'Uruguay. | Le gouvernement néo-zélandais cite la libéralisation du commerce agricole mondial et la protection de l'Antarctique comme des objectifs partagés menant les deux pays à coopérer. Les échanges commerciaux demeurent limités. |
| Brésil                    |                                   | Le Brésil possède depuis 1997 une ambassade à Wellington. Elle est accréditée également aux Kiribati, aux Samoa, aux Tonga et aux Tuvalu. page web : http://wellington.itamaraty.gov.br                                                                    | La Nouvelle-Zélande possède une ambassade à Brasilia. | |
| Canada                    | 1942                              | Le Canada possède un haut-commissariat à Wellington. Elle est accréditée également aux Fidji, aux Kiribati, aux Samoa, aux Tonga et aux Tuvalu. page web : https://www.canadainternational.gc.ca/new_zealand-nouvelle_zelande/offices-bureaux/hc_info.aspx | La Nouvelle-Zélande possède un haut-commissariat à Ottawa. | Les deux pays sont membres de l'alliance stratégique du Groupe des cinq, et coopèrent dans la défense du multilatéralisme. Leurs relations commerciales demeurent relativement limitées. |
| Chili                     |                                   | Le Chili possède depuis 1972 une ambassade à Wellington. page web : https://chile.gob.cl/wellington/en | La Nouvelle-Zélande possède depuis 1972 une ambassade à Santiago, accréditée également à la Bolivie et au Pérou. | Les deux pays sont membres de la Coopération économique pour l'Asie-Pacifique et du groupe de Cairns, et signataires en 2005 d'un accord de libre échange quadrilatéral avec Singapour et le Brunei devenu en 2016 l'Accord de partenariat transpacifique à onze. |
| Corée du Sud              | 26 mars 1962                      | La Corée possède une ambassade à Wellington, accréditée également aux Îles Cook, aux Samoa et aux Tonga. page web : http://overseas.mofa.go.kr/nz-en/index.do                                                                                              | La Nouvelle-Zélande possède depuis 1971 une ambassade à Séoul, accréditée également à la Corée du Nord. | Les deux pays possèdent un accord de libre échange depuis 2015. La Corée du Sud est le 8e plus grand partenaire commercial de la Nouvelle-Zélande, et le 5e plus grand marché pour les exportations néo-zélandaises. Les deux pays maintiennent également une relation sur le plan de la défense, avec des exercices militaires conjoints, et sont tous deux membres de la Coopération économique pour l'Asie-Pacifique. |
| Égypte                    |                                   | L'Égypte possède une ambassade à Wellington. | La Nouvelle-Zélande possède une ambassade au Caire, accréditée également à l'Algérie, au Liban, à la Libye, à la Tunisie et à l'Autorité palestinienne.                                                                                       | |
| Émirats arabes unis       |                                   | Les Émirats possèdent une ambassade à Wellington. | La Nouvelle-Zélande possède une ambassade à Abou Dabi, accréditée également à l'Irak et au Qatar. | |
| Espagne                   |                                   | L'Espagne possède une ambassade à Wellington. page web : http://www.exteriores.gob.es/Embajadas/Wellington | La Nouvelle-Zélande possède une ambassade à Madrid, accréditée également à Andorre, à Malte et au Maroc. | |
| Fidji                     |                                   | Les Fidji possèdent un haut-commissariat à Wellington. page web : http://www.fiji.org.nz | La Nouvelle-Zélande possède un haut-commissariat à Suva. | L'économie des Fidji étant « l'une des plus développées et des plus diversifiées » d'Océanie, le pays est le principal partenaire commercial de la Nouvelle-Zélande parmi les petits États insulaires du Pacifique. Les Fidji sont le seul petit État océanien à figurer parmi les vingt principaux partenaires commerciaux de la Nouvelle-Zélande. |
| France                    | août 1945                         | La France possède une ambassade à Wellington, accréditée également aux Îles Cook et aux Samoa. page web : https://nz.ambafrance.org | La Nouvelle-Zélande possède une ambassade à Paris, accréditée également à Monaco, au Portugal, au Sénégal et à la Côte d'Ivoire. La Nouvelle-Zélande a également un consulat général à Nouméa, en Nouvelle-Calédonie.                         | Les deux pays coopèrent dans le Pacifique, notamment en matière d'aide au développement des petits États océaniens, d'aide humanitaire après les catastrophes naturelles dans la région dans le cadre de l'accord FRANZ, mais aussi en matière de surveillance maritime et de défense entre les forces armées des deux pays. Le français demeure la principale langue étrangère apprise en Nouvelle-Zélande. En 2019, ce sont la Première ministre néo-zélandaise Jacinda Ardern et le président français Emmanuel Macron qui initient l'Appel de Christchurch pour une coopération internationale contre les contenus terroristes en ligne. Quatre ans plus tard, cette coopération rassemble 58 pays. |
| Indonésie                 | 1958                              | L'Indonésie possède une ambassade à Wellington, accréditée également aux Samoa et aux Tonga. page web : https://kemlu.go.id/wellington/en | La Nouvelle-Zélande possède une ambassade à Djakarta. | Les deux pays ont un accord de libre échange, et sont membres de la Coopération économique pour l'Asie-Pacifique. La Nouvelle-Zélande apporte à l'Indonésie une aide au développement, et voit dans le pays un futur marché de grande importance. |
| Iran                      | décembre 1973                     | L'Iran possède une ambassade à Wellington. page web : https://newzealand.mfa.ir | La Nouvelle-Zélande possède depuis décembre 1974 une ambassade à Téhéran, accréditée également à l'Afghanistan et au Pakistan. | |
| Irlande                   |                                   | L'Irlande possède une ambassade à Wellington. page web : https://www.dfa.ie/irish-embassy/new-zealand/ | La Nouvelle-Zélande possède une ambassade à Dublin. | Les deux pays coopèrent dans une certaine mesure dans les domaines de la lutte contre le réchauffement climatique, du désarmement international et de la promotion des droits de l'homme. Environ un Néo-Zélandais sur six a une ascendance au moins partiellement irlandaise. |
| Italie                    | janvier 1950                      | L'Italie possède une ambassade à Wellington. page web : https://ambwellington.esteri.it/ambasciata_wellington/en/ | La Nouvelle-Zélande possède une ambassade à Rome, accréditée également à l'Albanie, à la Bosnie-Herzégovine, à la Croatie, à Chypre, à la Grèce, à la Macédoine du Nord, au Monténégro, à Saint-Marin et à la Serbie.                         | |
| Malaisie                  | 1957                              | La Malaisie possède un haut-commissariat à Wellington, accrédité également aux Îles Cook, à Niué et aux Samoa. page web : https://www.kln.gov.my/web/nzl_wellington                                                                                        | La Nouvelle-Zélande possède un haut-commissariat à Kuala Lumpur, accrédité également à Brunei. | Les deux pays ont un accord commercial de libre échange depuis 2010, et la Nouvelle-Zélande, conjointement avec le Royaume-Uni et l'Australie, et garante de la sécurité de la Malaisie depuis leurs accords de 1971. |
| Mexique                   | 9 juillet 1973                    | Le Mexique possède depuis décembre 1991 une ambassade à Wellington. page web : https://embamex.sre.gob.mx/nuevazelandia | La Nouvelle-Zélande possède depuis 1983 une ambassade à Mexico, accréditée également au Costa Rica, à Cuba, à la République dominicaine, au Salvador, au Guatemala, au Nicaragua, à Panama et au Venezuela.                                   | |
| Pays-Bas                  | 1950                              | Les Pays-Bas possèdent une ambassade à Wellington, accréditée également aux Fidji, aux Kiribati, aux Samoa, aux Tonga et aux Tuvalu. page web : https://www.netherlandsworldwide.nl/countries/new-zealand                                                  | La Nouvelle-Zélande possède une ambassade à La Haye. | |
| Papouasie-Nouvelle-Guinée |                                   | La Papouasie-Nouvelle-Guinée possède un haut-commissariat à Wellington, accréditée également aux Fidji, aux Kiribati, aux Samoa, aux Tonga et aux Tuvalu. page web : http://png.org.nz                                                                     | La Nouvelle-Zélande possède un haut-commissariat à Port-Moresby. | La Papouasie-Nouvelle-Guinée est le deuxième marché pour les exportations néo-zélandaises parmi les États océaniens en développement. La Nouvelle-Zélande apporte au pays une aide au développement économique et social. |
| Philippines               |                                   | Les Philippines possèdent une ambassade à Wellington, accréditée également aux Fidji, aux Îles Cook, aux Samoa et aux Tonga. page web : https://www.philembassy.org.nz                                                                                     | La Nouvelle-Zélande possède une ambassade à Manille. | Les Philippines sont un pays de l'ASEAN, et à ce titre membre comme la Nouvelle-Zélande du Partenariat régional économique global. |
| Pologne                   | mars 1973                         | La Pologne possède une ambassade à Wellington, accréditée également aux Kiribati, aux Samoa, aux Tonga et aux Tuvalu. | La Nouvelle-Zélande possède une ambassade à Varsovie, accréditée également à l'Estonie, à la Géorgie, à la Lettonie, à la Lituanie et à l'Ukraine.                                                                                            | |
| Russie                    | 1944                              | La Russie possède une ambassade à Wellington, accréditée également aux Samoa et aux Tonga. page web : https://newzealand.mid.ru | La Nouvelle-Zélande possède depuis 1973 une ambassade à Moscou, accréditée également à l'Arménie, à la Biélorussie, au Kazakhstan, au Kirghizistan, à l'Ouzbékistan, au Tadjikistan et au Turkménistan.                                       | Les relations entre les deux pays demeurent peu développées. En réponse à l'invasion de l'Ukraine par la Russie de 2022, la Nouvelle-Zélande, sous le gouvernement de Jacinda Ardern, renonce à sa longue tradition de ne pas imposer de sanctions contre des pays étrangers sans l'aval du Conseil de sécurité des Nations unies : le Parlement de Nouvelle-Zélande adopte en 2022 la Loi de sanctions contre la Russie, et la Nouvelle-Zélande coopère plus étroitement avec le bloc de l'Ouest pour aider l'Ukraine. |
| Samoa                     | 1962                              | Les Samoa possèdent depuis 1978 un haut-commissariat à Wellington. page web : https://samoa.org.nz | La Nouvelle-Zélande possède un haut-commissariat à Apia. | La Nouvelle-Zélande prend le contrôle des Samoa allemandes en 1914 et les gouverne sous mandat de la Société des Nations puis des Nations unies jusqu'à leur accorder l'indépendance en 1962. Depuis lors, un traité d'amitié lie les deux pays. La Nouvelle-Zélande fournit à son ancienne colonie une aide au développement, et 4 % de la population de Nouvelle-Zélande est d'origine ou d'ascendance samoane. |
| Singapour                 | 1965                              | Singapour possède un haut-commissariat à Wellington. page web : https://www.mfa.gov.sg/wellington | La Nouvelle-Zélande possède un haut-commissariat à Singapour, accrédité également aux Maldives. | La Nouvelle-Zélande, conjointement avec le Royaume-Uni et l'Australie, est garante de la sécurité de Singapour depuis leurs accords de 1971. La Nouvelle-Zélande maintient ainsi une présence militaire permanente dans le pays, ainsi que des exercices conjoints de défense avec les Forces armées de Singapour. Singapour est le 7e plus grand partenaire commercial de la Nouvelle-Zélande ; les deux pays ont un accord commercial de libre échange depuis 2001, et sont deux des quatre pays (avec le Chili et le Brunei) à l'origine de l'Accord de partenariat transpacifique. |
| Îles Salomon              | 7 juillet 1978                    | Les Salomon possèdent un haut-commissariat à Wellington. page web : https://sihc.org.nz | La Nouvelle-Zélande possède un haut-commissariat à Honiara. | La Nouvelle-Zélande a joué un rôle de premier plan dans la Mission régionale d’assistance aux Îles Salomon qui a restauré un État fonctionnel dans le pays entre 2003 et 2017. La Nouvelle-Zélande fournit aux Salomon une aide au développement, ainsi que des visas de travail saisonniers. Les relations commerciales demeurent limitées. |
| Thaïlande                 | 26 mars 1956                      | La Thaïlande possède une ambassade à Wellington. page web : https://wellington.thaiembassy.org | La Nouvelle-Zélande possède une ambassade à Bangkok, accréditée également au Cambodge et au Laos. | La Thaïlande est le 8e plus grand partenaire commercial de la Nouvelle-Zélande. Elle est un pays de l'ASEAN, et à ce titre membre comme la Nouvelle-Zélande du Partenariat régional économique global. |
| Timor oriental            |                                   | Le Timor oriental possède depuis 2014 une ambassade à Wellington. | La Nouvelle-Zélande possède une ambassade à Dili. | La Nouvelle-Zélande a aidé le développement du pays depuis son processus d'auto-détermination en 1999, et des forces militaires néo-zélandaises sont présentes dans le pays sous mandat des Nations unies jusqu'en 2013 pour aider à assurer sa sécurité. Les relations commerciales entre les deux pays demeurent toutefois minimes. |
| Turquie                   |                                   | La Turquie possède depuis janvier 1992 une ambassade à Wellington, accréditée également aux Fidji, aux Îles Cook, aux Samoa, aux Tonga et aux Tuvalu. page web : http://wellington.emb.mfa.gov.tr                                                          | La Nouvelle-Zélande possède une ambassade à Ankara, accréditée également à l'Azerbaïdjan, à Israël et à la Jordanie. | |
| Vanuatu                   |                                   | Le Vanuatu possède un haut-commissariat à Wellington. | La Nouvelle-Zélande possède un haut-commissariat à Port-Vila. | La Nouvelle-Zélande fournit au Vanuatu une aide au développement et des aides face aux désastres naturels. Elle lui fournit également des visas de travail saisonniers. |
| Viêt Nam                  | 19 juin 1975                      | Le Viêt Nam possède depuis 2003 une ambassade à Wellington. page web : https://vnembassy-wellington.mofa.gov.vn | La Nouvelle-Zélande possède depuis 1995 une ambassade à Hanoi. | Les deux pays ont signé en 2009 un accord de coopération couvrant les relations commerciales, les échanges dans les domaines scientifiques et de l'éducation, un partenariat en matière de défense, et l'aide au développement qu'apporte la Nouvelle-Zélande au Viêt Nam. Ils ont depuis cette même année un accord de libre échange commercial, via l'accord entre la Nouvelle-Zélande et l'Association des nations de l'Asie du Sud-Est,. |

#### Ambassade néo-zélandaise uniquement
| État     | Relations diplomatiques depuis... | Ambassade de l'État étranger | Ambassade néo-zélandaise | Importance et remarques |
| -------- | --------------------------------- | --- | --- | --- |
| Autriche |                                   | L'Autriche ne possède pas d'ambassade en Nouvelle-Zélande. L'ambassade autrichienne en Australie est accréditée à la Nouvelle-Zélande.                                                                    | La Nouvelle-Zélande possède une ambassade à Vienne, qui est également accréditée à la Hongrie, à la Slovaquie et à la Slovénie. Elle sert par ailleurs de mission permanente de la Nouvelle-Zélande auprès des institutions des Nations unies à Vienne.                                                                      | |
| Barbade  |                                   | La Barbade ne possède pas de haut-commissariat en Nouvelle-Zélande. Le haut-commissariat barbadien au Canada est accrédité à la Nouvelle-Zélande.                                                         | La Nouvelle-Zélande possède depuis 2014 une ambassade à Bridgetown, qui est également accréditée auprès de treize autres États des Caraïbes : Antigua-et-Barbuda, Belize, Dominique, Haïti, Grenade, Guyana, Jamaïque, Saint-Christophe-et-Niévès, Saint-Vincent-et-les-Grenadines, Sainte-Lucie, Surinam, Trinité-et-Tobago | La Nouvelle-Zélande fournit une aide au développement des petits États insulaires en développement dans la région, et met en avant sa propre identité de petit pays insulaire pour se faire un porte-parole de leurs intérêts au sein des institutions internationales. Le commerce entre la Nouvelle-Zélande et les Caraïbes demeure limité. |
| Belgique |                                   | La Belgique ne possède pas d'ambassade en Nouvelle-Zélande, mais des consulats honoraires dans les trois principales villes du pays. L'ambassade belge en Australie est accréditée à la Nouvelle-Zélande. | La Nouvelle-Zélande possède une ambassade à Bruxelles, accréditée également au Luxembourg, à la Bulgarie, à la Moldavie et à la Roumanie. | La Belgique est un marché relativement important pour les exportations fermières de Nouvelle-Zélande. |
| Colombie |                                   | La Colombie ne possède pas d'ambassade en Nouvelle-Zélande, mais un consulat général à Auckland. L'ambassade colombienne en Australie est accréditée à la Nouvelle-Zélande.                               | La Nouvelle-Zélande possède depuis février 2018 une ambassade à Bogota, accréditée également à l'Équateur. | En établissant une ambassade dans le pays, la Nouvelle-Zélande vise à développer ses relations commerciales avec une nation connaissant une forte croissance économique. |
| Éthiopie |                                   | L'Éthiopie ne possède pas d'ambassade à Wellington. L'ambassade éthiopienne en Australie est accréditée à la Nouvelle-Zélande.                                                                            | La Nouvelle-Zélande possède une ambassade à Addis Ababa, accréditée également à la République centrafricaine, à Djibouti, au Ghana, au Kenya, au Nigéria, à l'Ouganda et au Rwanda. | |
| Kiribati |                                   | Les Kiribati ne possèdent pas de haut-commissariat à Wellington, ni d'ambassade accréditée, mais un consulat honoraire.                                                                                   | La Nouvelle-Zélande possède un haut-commissariat à Tarawa. | Les Kiribati sont « l'un des plus petits partenaires commerciaux de la Nouvelle-Zélande », les échanges commerciaux étant négligeables. Il s'agit toutefois d'un pays pauvre océanien dans la sphère d'influence de la Nouvelle-Zélande, qui lui fournit une aide au développement.                                                           |
| Myanmar  |                                   | Le Myanmar ne possède pas d'ambassade à Wellington. L'ambassade birmane en Australie est accréditée à la Nouvelle-Zélande.                                                                                | La Nouvelle-Zélande possède une ambassade à Rangoon. | Les deux pays sont membres du Partenariat régional économique global. La Nouvelle-Zélande apporte par ailleurs au Myanmar une aide au développement économique et social. |
| Suède    |                                   | La Suède ne possède pas d'ambassade à Wellington. L'ambassade suédoise en Australie est accréditée à la Nouvelle-Zélande.                                                                                 | La Nouvelle-Zélande possède une ambassade à Stockholm, accréditée également au Danemark, à la Finlande, à l'Islande et à la Norvège. | |
| Tonga    |                                   | Les Tonga ne possèdent pas de haut-commissariat en Nouvelle-Zélande, mais uniquement un consulat à Wellington.                                                                                            | La Nouvelle-Zélande possède un haut-commissariat à Nukuʻalofa. | Les deux pays ont un accord de libre échange, le PACER Plus, qui inclut également l'Australie et certains autres petits États océaniens. La Nouvelle-Zélande fournit aux Tonga une aide au développement et des visas de travail saisonniers.                                                                                                 |

#### Ambassade de l'autre État uniquement
| État     | Relations diplomatiques depuis... | Ambassade de l'État étranger | Ambassade néo-zélandaise | Importance et remarques |
| -------- | --------------------------------- | --- | --- | --- |
| Cuba     |                                   | Cuba possède une ambassade à Wellington, accréditée également aux Îles Cook et à Niué. page web : http://misiones.minrex.gob.cu/en/new-zealand                                              | La Nouvelle-Zélande ne possède pas d'ambassade à Cuba. L'ambassade néo-zélandaise au Mexique est accréditée à Cuba.                                             | |
| Hongrie  |                                   | La Hongrie possède une ambassade à Wellington. page web : https://wellington.mfa.gov.hu | La Nouvelle-Zélande ne possède pas d'ambassade en Hongrie. L'ambassade néo-zélandaise en Autriche est accréditée à la Hongrie.                                  | |
| Israël   | janvier 1949                      | Israël possède une ambassade à Wellington, accréditée également aux Îles Cook, aux Samoa et aux Tonga. page web : https://embassies.gov.il/wellington/Pages/default.aspx                    | La Nouvelle-Zélande ne possède pas d'ambassade en Israël, mais un consulat honoraire à Tel Aviv. L'ambassade néo-zélandaise en Turquie est accréditée à Israël. | |
| Koweït   |                                   | Le Koweït possède une ambassade à Wellington. | La Nouvelle-Zélande ne possède pas d'ambassade au Koweït. L'ambassade néo-zélandaise en Arabie saoudite est accréditée au Koweït.                               | |
| Pakistan |                                   | Le Pakistan possède depuis 2006 un haut-commissariat à Wellington. page web : https://www.pakistanhc.org.nz                                                                                 | La Nouvelle-Zélande ne possède pas de haut-commissariat au Pakistan. L'ambassade néo-zélandaise en Iran y est accréditée.                                       | |
| Pérou    |                                   | Le Pérou possède une ambassade à Wellington. page web : https://www.pakistanhc.org.nz | La Nouvelle-Zélande ne possède pas d'ambassade au Pérou. L'ambassade néo-zélandaise au Chili y est accréditée.                                                  | |
| Suisse   | 1962                              | La Suisse possède depuis 1963 une ambassade à Wellington, accréditée également aux Fidji, aux Îles Cook, aux Samoa, aux Tonga et aux Tuvalu. page web : https://www.eda.admin.ch/wellington | La Nouvelle-Zélande ne possède pas d'ambassade en Suisse. L'ambassade néo-zélandaise au Chili y est accréditée.                                                 | Les relations entre les deux pays demeurent peu développées, tant sur le plan diplomatique que commercial. La Nouvelle-Zélande dispose à Genève d'une mission permanente auprès des institutions des Nations unies qui y sont établies, mais celle-ci ne se double pas d'une ambassade auprès de la Suisse. |
| Tuvalu   |                                   | Les Tuvalu possèdent depuis février 2015 un haut-commissariat à Wellington. | La Nouvelle-Zélande ne possède pas de haut-commissariat aux Tuvalu, mais un haut-commissaire accrédité depuis Wellington.                                       | L'un des plus petits pays au monde, les Tuvalu comptent la Nouvelle-Zélande parmi leurs trois principaux partenaires commerciaux (avec les Fidji et l'Australie), même si leurs relations commerciales sont négligeables du point de vue néo-zélandais. La Nouvelle-Zélande apporte au pays une aide au développement, ainsi que des visas de travail saisonniers. Quelque 5 000 personnes d'origine ou d'ascendence tuvaluane vivent en Nouvelle-Zélande, alors que la population des Tuvalu n'est que de 11 000 personnes,. |
| Vatican  |                                   | Le Saint-Siège possède depuis 1973 une nonce apostolique à Wellington (en). | La Nouvelle-Zélande ne possède pas d'ambassade au Vatican, ni d'ambassade accréditée.                                                                           | |